# 86: Eighty Six
86 -Eighty Six- (яп. 86-エイティシックス-, Eiti Shikkusu) — японська серія науково-фантастичних ранобе, написаних Асато Асато та ілюстрованих Shirabii. Серія почала свій випуск у видавництві ASCII Media Works під імпринтом Dengeki Bunko у лютому 2017 року. У Північній Америці серія ліцензована видавництвом Yen Press.
Манґа-адаптація, ілюстрована Мотокі Йошіхара випускалась у сейнен-журналі Young Gangan видавництва Square Enix з лютого 2018 по червень 2021. Також є три манґа-спінофи: «86: Operation High School», «86: Fragmental Neoteny», та «86: Mahō Shōjo Regina Lena ~Tatakae! Ginga Kōkō Senkan San Magnolia» — всі видавались у сейнен-журналі Monthly Comic Alive видавництва Media Factory. Аніме-телесеріал по ранобе від студії A-1 Pictures виходив з квітня 2021 по березень 2022 року.

## Сюжет
Республіка Сан-Маґнолія воює з Імперією Ґіад вже дев'ять років. Попри значні втрати, нанесені самокерованими механізованими Легіонами, Республіка встояла та розробила власні автономні одиниці, звані Джаґернаутами, та якими дистанційно керують Хендлери[уточнити переклад]. Але насправді, хоч загальна публіка вірить, що на війні використовуються лише машини, насправді Джаґернаути пілотують люди, що належать до «86» — меншини Колората у Сан-Маґнолії. У минулому, у 86 були рівні права, але потім Республіка, керована расою більшості, Альба, стала переслідувати 86 і почала вважати їх нелюдями. 86-м заборонили мати особисті імена, їх переселили до таборів у Район 86 (на честь якого вони й отримали свою назву) та примусили воювати проти Імперії.
Майор Владілена «Лена» Мілізе, дворянка-альба та офіцер армії Республіки, активно виступає проти переслідування 86 та введенням населення в оману владою Республіки. Вона була назначена Хендлером Ескадрону Спірхед[уточнити переклад]: елітний підрозділ, що воює на східному фронті, та складається повністю з ветеранів-86, кожен з яких вже мав позивний. Ескадроном керує Шіней Нозен, із позивним «Андертейкер». Ескадрон Спірхед мав злу славу, бо Хендлери, що раніше керували підрозділом, божеволіли, а деякі навіть здійснювали самогубство. Лена, прибічниця 86, за час свого керування ескадроном, познайомилась із ними. З часом, Лена та Шіней дізнаються про ще більш жахливу таємницю: війна Республіки з Імперією насправді не така, якою здається.

## Персонажі

### Головні герої
Шін'ей Нодзен (яп. シンエイ・ノウゼン, Shin'ei Nōzen) / Андертейкер (яп. アンダーテイカー, Andāteikā)
Сейю: Чіба Шьоя, Томарі Асуна (в дитинстві) (оригінал), Біллі Каметц, Алекс Ле (eps. 22–23), Тіана Камачо (в дитинстві), Алехандро Сааб (аудіокнига) (англійський дубляж)
Відомий за прізвиськом Шін (яп. シン). Голова Ескадрону Спірхед (яп. スピアヘッド, Supiaheddo) з 86-х. Вже боровся у багатьох битвах, однак йому лише 16 років. Прозваний Жнецем, бо зберігає коробку саморобних жетонів, зроблених з уламків Джаґернаутів загиблих товаришів. Після війни планує поховати ці жетони. Шін відомий своєю жорстокістю як до ворогів, так і до союзників. Ходять чутки, що попередні Хендлери, які мали справу з ним, збожеволіли та покинули підрозділ, пішли у відставку або навіть покінчили життя самогубством з невідомих причин.
Владілена Мілізе (яп. ヴラディレーナ・ミリーゼ, Vuradirēna Mirīze)
Сейю: Хасеґава Ікумі (оригінал), Сьюзі Юнг (англійський дубляж)
Відома за прізвиськом Лена (яп. レーナ, Rēna). Офіцер армії Сан-Маґнолії, що у свої 16 років стала майором завдяки навичкам та сімейним зв'язкам. Ставиться до своїх підлеглих 86-х як до людей, на відміну від інших Хендлерів, для яких вони є витратним матеріалом. На початку оповідання, Лену призначають Хендлером ескадрона Спірхедів.
Фредеріка Розенфорт (яп. フレデリカ・ローゼンフォルト, Furederika Rōzenforuto)
Сейю: Куно Місакі (оригінал), Кімберлі Енн Кемпбелл (англійський дубляж)
Прийомна дочка Ернста. Повне ім'я: Августа Фредеріка Адель-Адлер (яп. アウグスタ・フレデリカ・アデルアドラー, Augusuta Furederika Aderuadorā). Вона — остання імператриця Імперії Ґіад, що розпалась. Має здібність бачити минуле і майбутнє тих, кого зустрічає. Долучається до Шіна та його команди, аби покласти край стражданням її лицаря, Кірії, що став на бік Легіону.

## Виробництво
Одним з головних джерел натхнення була війна безпілотників. Ранобе описує цей вид бойових дій та його етичну складову. Також роман надихався фільмом Імла, що вийшов у 2007 році. Асато стала придумувати ідеї для сюжету, та згодом почала написання самого ранобе. Асато пише ранобе з 2014 року, та вперше його було видано лише у 2017 році. Авторка дуже довго думала над сетингом розповіді. Вона хотіла, аби події відбувались у місті-фортеці. Втім, вона потім відмовилась від цього задуму, та зупинилась на нинішньому сетингу. Асато зазвичай витрачає по 6–8 годин на день на написання ранобе.

## Медіа

### Ранобе
Авторкою ранобе є Асато Асато, ілюстрації до ранобе створює Shirabii, а ілюстрації техніки[уточнити переклад] — I—IV. ASCII Media Works видали тринадцять томів з лютого 2017 року під імпринтом Dengeki Bunko. Yen Press отримали ліцензію на видавництво в Північній Америці, та станом на 21 листопада 2023 року опублікували 12 томів. На англійську ранобе переклав Роман Лемперт.
| №  | Назва | Японська        | Японська               | Англійська        | Англійська             |
| №  | Назва | Дата виходу     | ISBN                   | Дата виходу       | ISBN                   |
| -- | --- | --------------- | ---------------------- | ----------------- | ---------------------- |
| 1  | Eighty-Six Eiti Shikkusu (エイティシックス)                                                                    | 10 лютого 2017  | ISBN 978-4-04-892666-9 | 26 березня 2019   | ISBN 978-1-9753-0312-9 |
| 2  | Run Through the Battlefront (Start) Ran Surū Za Batorufuronto〈Jō〉 (ラン・スルー・ザ・バトルフロント 〈上〉)  | 7 липня 2017    | ISBN 978-4-04-893232-5 | 23 липня 2019     | ISBN 978-1-9753-0314-3 |
| 3  | Run Through the Battlefront (Finish) Ran Surū Za Batorufuronto〈Ge〉 (ラン・スルー・ザ・バトルフロント 〈下〉) | 9 грудня 2017   | ISBN 978-4-04-893397-1 | 19 листопада 2019 | ISBN 978-1-9753-0311-2 |
| 4  | Under Pressure Andā Puresshā (アンダー・プレッシャー)                                                          | 10 травня 2018  | ISBN 978-4-04-893830-3 | 31 березня 2020   | ISBN 978-1-9753-0316-7 |
| 5  | Death, Be Not Proud Shi yo, Ogoru nakare (死よ、驕るなかれ)                                                    | 10 жовтня 2018  | ISBN 978-4-04-912092-9 | August 18, 2020   | ISBN 978-1-9753-9925-2 |
| 6  | Darkest Before the Dawn Akeneba Koso Yoru wa Nagaku (明けねばこそ夜は永く)                                     | 10 квітня 2019  | ISBN 978-4-04-912461-3 | 17 листопада 2020 | ISBN 978-1-9753-1451-4 |
| 7  | Mist Misuto (ミスト)                                                                                           | 10 вересня 2019 | ISBN 978-4-04-912798-0 | 30 березня 2021   | ISBN 978-1-9753-2074-4 |
| 8  | Gun Smoke On the Water Gansumōku On Za Wōtā (ガンスモーク・オン・ザ・ウォーター)                               | 9 травня 2020   | ISBN 978-4-04-913185-7 | August 24, 2021   | ISBN 978-1-9753-2076-8 |
| 9  | Valkyrie Has Landed Vuarukiryi Hazu Randeddo (ヴァルキリィ・ハズ・ランデッド)                                  | 10 лютого 2021  | ISBN 978-4-04-913309-7 | 22 лютого 2022    | ISBN 978-1-9753-4000-1 |
| 10 | Fragmental Neoteny Furagumentaru Neotenī (フラグメンタル・ネオテニー)                                          | 10 червня 2021  | ISBN 978-4-04-913880-1 | 17 травня 2022    | ISBN 978-1-9753-4334-7 |
| 11 | Dies Passionis Diesu Pashionisū (ディエス・パシオニスー)                                                       | 10 лютого 2022  | ISBN 978-4-04-914149-8 | 22 листопада 2022 | ISBN 978-1-9753-4996-7 |
| 12 | Holy Blue Bullet Hōryi Burū Buretto (ホーリィ・ブルー・ブレットー)                                             | 10 лютого 2023  | ISBN 978-4-0491-4396-6 | 21 листопада 2023 | ISBN 978-1-9753-7347-4 |
| 13 | Dear Hunter Dia Hantā (ディア・ハンター)                                                                       | 10 січня 2024   | ISBN 978-4-04-915071-1 | —                 |                        |

#### Alter
З 7 квітня 2023 року почала виходити серія Alter з побічними історіями, дотичними до головної історії. 29 березня 2024 року на Sakura-con. Yen Press отримали ліцензію на видання цієї серії.
| № | Японська      | Японська               | Англійська      | Англійська             |
| № | Дата виходу   | ISBN                   | Дата виходу     | ISBN                   |
| - | ------------- | ---------------------- | --------------- | ---------------------- |
| 1 | 7 квітня 2023 | ISBN 978-4-0491-4987-6 | 17 вересня 2024 | ISBN 978-1-9753-9270-3 |

### Манґа
Манґа по ранобе авторства Мотокі Йошіхари виходила в сейнен-журналі Square Enix, Young Gangan, з 16 лютого 2018 року по червень 2021 року. Манґу було видано у трьох томах танкобон. Yen Press отримали ліцензію на видання манґи в Північній Америці. 6 липня 2022 року було заявлено про скасування манґи через проблеми зі здоров'ям у манґаки.
| № | Японська        | Японська               | Англійська      | Англійська             |
| № | Дата виходу     | ISBN                   | Дата виходу     | ISBN                   |
| - | --------------- | ---------------------- | --------------- | ---------------------- |
| 1 | 10 жовтня 2018  | ISBN 978-4-7575-5870-0 | 15 грудня 2020  | ISBN 978-1-9753-1917-5 |
| 2 | 10 вересня 2019 | ISBN 978-4-7575-6278-3 | 30 березня 2021 | ISBN 978-1-9753-1925-0 |
| 3 | 10 червня 2021  | ISBN 978-4-7575-7307-9 | 4 жовтня 2022   | ISBN 978-1-9753-4956-1 |

Манґа-спіноф, з назвою 86: Operation High School, яку ілюструвала Сомемія Судзуме, виходила у сейнен-журналі Media Factory Monthly Comic Alive з 27 червня 2020 року по 27 серпня 2021 року. Yen Press отримали ліцензію на видання манґи та випустили її одним томом.
| № | Японська        | Японська               | Англійська     | Англійська             |
| № | Дата виходу     | ISBN                   | Дата виходу    | ISBN                   |
| - | --------------- | ---------------------- | -------------- | ---------------------- |
| 1 | 21 січня 2021   | ISBN 978-4-04-680006-0 | 15 жовтня 2024 | ISBN 978-1-9753-7701-4 |
| 2 | 22 вересня 2021 | ISBN 978-4-04-680538-6 | 15 жовтня 2024 | ISBN 978-1-9753-7701-4 |

Третя манґа, з назвою 86: Run Through the Battlefront, яку ілюстрував Ямасакі Хакуя, видавалась у застосунку Square Enix, Manga UP!, з 24 січня 2021 року по вересень 2021 року. 6 липня 2022 року було заявлено про скасування манґи через проблеми зі здоров'ям манґаки.
| № | Дата виходу (Японська) | ISBN (Японська)        |
| - | ---------------------- | ---------------------- |
| 1 | 10 червня 2021         | ISBN 978-4-7575-7308-6 |

Манґа-приквел з назвою 86: Fragmental Neoteny виходила у журналі Monthly Comic Alive з 26 квітня, 2021 року по 27 жовтня 2022 року. Вона вийшла в трьох томах, третій том вийшов лише в електронному вигляді.
| № | Дата виходу (Японська) | ISBN (Японська)        |
| - | ---------------------- | ---------------------- |
| 1 | 22 вересня 2021        | ISBN 978-4-04-680903-2 |
| 2 | 22 червня 2022         | ISBN 978-4-04-681229-2 |
| 3 | 22 грудня 2022         | —                      |

Спіноф жанру махо-сьодзьо авторства Сомемії Судзуме, з назвою 86: Mahō Shōjo Regina Lena ~Tatakae! Ginga Kōkō Senkan San Magnolia почав виходити у журналі Media Factory, Monthly Comic Alive з 27 березня 2023 року.
| № | Дата виходу (Японська) | ISBN (Японська)        |
| - | ---------------------- | ---------------------- |
| 1 | 28 березня 2024        | ISBN 978-4-0468-1353-4 |

### Аніме
Аніме-адаптацію ранобе анонсували на трансляції, приуроченій першій річниці сайту Kadokawa для ранобе, «Kimirano». Трансляція відбувалась 15 березня 2020 року. Вона створювалась студією A-1 Pictures, режисером був Ішіі Тошімаса, Ооно Тошія був сценаристом, Кавакамі Тецуя — дизайнером персонажів, Савано Хіроюкі та Ямамото Кота — композиторами. За CGI-графіку були відповідальні Shirogumi. Початок виходу серіалу планувався у 2020 році, але його було згодом відкладено на невизначений термін. Перший сезон серіалу розділений на частини. Перша частина виходила по Tokyo MX та інших каналах з 11 квітня по 20 червня 2021 року. 28 березня 2021 року, Tokyo MX транслював особливу програму на честь початку виходу серіалу, у якій були виконавці головних ролей Чіба Шьоя та Хасеґава Ікумі, продюсер Накаяма Нобухіро та композитор Савано Хіроюкі. Друга половина виходила з 3 жовтня 2021 року по 19 березня 2022 року. Crunchyroll отримав ліцензію на випуск серіалу поза межами Азії англійською, в тому числі з озвучкою. Muse Communication отримали ліцензію на серіал у Південно-Східній Азії, та транслювали його по iQIYI, Bilibili та Netflix. Перша вступна тема — «3-pun 29-byō» (3分29秒, San-pun Nijūkyū-byō; «3 хвилини 29 секунд»), яку виконали Hitorie. Перша завершальна тема — «Avid», виконана SawanoHiroyuki[nZk]: mizuki, а друга, «Hands Up to the Sky», виконанаSawanoHiroyuki[nZk]: Laco. Друга вступна тема, «Kyōkaisen» (境界線; «Межа», або «Рубіж»), виконана amazarashi. Третя завершальна тема, «Alchemilla» (アルケミラ, Arukemira) виконана Regal Lily, четверта, «LilaS», виконана SawanoHiroyuki[nZk]: Takahashi Honoka.

## Сприйняття

### Ранобе
Ранобе виграла головний приз на 23-ій церемонії нагородження Dengeki Novel Prize у 2016 році. Ранобе також отримало друге місце у щорічній книжці-путівнику по ранобе у категорії бункобон від Takarajimasha, Kono Light Novel ga Sugoi!, що вийшла у 2018 роцу. Вона отримала п'яте місце у 2019 році.
Джо Баллард з Comic Book Resources відзначив схвальні відгуки критиків і назвав роман «зворушливо чесним зображенням війни, драми, надприродного та разюче дискримінаційних поглядів широкої громадськості країни, „86“ — це зовсім нестандартна серія легких романів». UK Anime News похвалив перший том ранобе; у відгуку було сказано, що ранобе «змушує замислитись, викликає емоційні та невгамовні думки». У відгуку The Fandom Post сказали, що перший том «не був чимось проривним», але вони були вражені порушенням тропу «безкровної війни» та відзначили розвиток сюжету та персонажів".

### Аніме
IGN назвав аніме-адаптацію одним з найкращих аніме 2021 року. Різні автори з Anime News Network описали першу частину як найулюбленіший серіал весни 2021 року; Стів Джонс також назвав другу частину найочікуванішим релізом осені 2021 року.
The Fandom Post дав адаптації оцінку «A−». У відгуку заявили, що перша серія здавалась незграбною та повною «технобалаканини», але вже на другій серії серіал став набирати обертів. Наприкінці виходу першої частини, редакція веб-видання похвалила неймовірну якість виробництва, гарну анімацію та музичний супровід, красоту передачі тематики. Каллум Мей у відгуку в Anime News Network також відзначив покращення на другій серії, сказав, що перші кілька серій «на диво чіпляють», та окремо похвалив режисерську роботу, розкадрування та анімацію.
Аніме-адаптацію було номіновано на нагороду на 6-й церемонії Crunchyroll Anime Awards у п'яти номінаціях: Аніме року, Найкраща драма, Найкраща дівчина (Владілена Мілізе), Найкращий музичний супровід (Савано Хіроюкі, Кота Ямамото), найкраще виконання у португальському дубляжі (Ханна Буттел у ролі Владілени Мілізе).